# Friedrich Klose
Friedrich Karl Wilhelm Klose (ur. 29 listopada 1862 w Karlsruhe, zm. 24 grudnia 1942 w Ruviglianie) – szwajcarski kompozytor.

## Życiorys
Urodził się w Niemczech w rodzinie pochodzącej ze Szwajcarii. Studiował w Karlsruhe u Vincenza Lachnera oraz w Genewie u Adolfa Ruthardta. W latach 1886–1889 był uczniem Antona Brucknera w Wiedniu. W 1886 roku otrzymał obywatelstwo szwajcarskie. Działał w Genewie, Wiedniu i Bazylei. Od 1907 do 1919 roku był wykładowcą kompozycji Akademie der Tonkunst w Monachium. Od 1919 roku mieszkał na stałe w Szwajcarii. W 1942 roku otrzymał tytuł doktora honoris causa Uniwersytetu w Bernie.
Był przedstawicielem postromantyzmu w muzyce niemieckiej, nawiązywał z jednej strony do dorobku Liszta i Berlioza, z drugiej do Brahmsa i Brucknera. Skomponował m.in. fantazję symfoniczną Loreley (1884), poematy symfoniczne Elfenreigen (1892), Das Leben ein Traum (1896) i Festzug (1913), Elegie na skrzypce lub altówkę i fortepian (1889), Präludium und Doppelfuge na organy, 4 trąbki i 4 puzony (1907), Kwartet smyczkowy Es-dur (1911), Mszę d-moll na głosy solowe, chór, organy i orkiestrę (1889), motet Vidi aquam na chór i orkiestrę (1910), dramat symfoniczny Ilsebill (wyst. Monachium 1905). 
Opublikował prace Meine Lehrjahre bei Bruckner (Ratyzbona 1927) i Bayreuth (Ratyzbona 1929).